# دومینیک کریگر
دومینیک کریگر (انگلیسی: Dominik Krieger؛ زادهٔ ۲۵ ژوئن ۱۹۶۸ ‏(۵۶ سال)) دوچرخه‌سوار اهل آلمان است.